# Vedad Karić
Vedad Karić, né le 6 mars 1988 à Zenica, est un coureur cycliste bosnien.

## Biographie
Originaire de Zenica, Vedad Karić représente régulièrement son pays natal lors de compétitions internationales, notamment aux Jeux méditerranéens. Il est devenu à de nombreuses reprises champion de Bosnie-Herzégovine, sur route ainsi qu'en VTT. 
En 2020, il est sélectionné pour représenter son pays aux championnats d'Europe de cyclisme sur route organisés à Plouay dans le Morbihan. Il abandonne lors de la course en ligne. Il intègre ensuite l'équipe continentale croate Meridiana Kamen en 2021. En mai 2024, il termine deuxième du Tour d'Albanie.

## Palmarès sur route

### Par année
- 2012
  - Mémorial Svi Tuzlanski
- 2017
  -  Champion de Bosnie-Herzégovine du contre-la-montre
  -  Champion de Bosnie-Herzégovine de la montagne
  - 2e du championnat de Bosnie-Herzégovine sur route
- 2018
  -  Champion de Bosnie-Herzégovine du contre-la-montre
  -  Champion de Bosnie-Herzégovine de la montagne
  - Mémorial Svi Tuzlanski
  - 2e du championnat de Bosnie-Herzégovine sur route
- 2019
  -  Champion de Bosnie-Herzégovine de la montagne
  -  Champion de Bosnie-Herzégovine du contre-la-montre
  - Premijer Liga
  - Mémorial Svi Tuzlanski
  - 2e du championnat de Bosnie-Herzégovine sur route
- 2020
  -  Champion de Bosnie-Herzégovine de la montagne
- 2021
  -  Champion de Bosnie-Herzégovine sur route
  -  Champion de Bosnie-Herzégovine du contre-la-montre
  - Mémorial Svi Tuzlanski
  -  Médaillé d'argent du championnat des Balkans sur route
- 2022
  -  Champion de Bosnie-Herzégovine sur route
  -  Champion de Bosnie-Herzégovine du contre-la-montre
  -  Champion de Bosnie-Herzégovine de la montagne
- 2023
  -  Champion de Bosnie-Herzégovine du contre-la-montre
  - Velika Nagrada Općine Grude
  - Hercegovina Classic
- 2024
  -  Champion de Bosnie-Herzégovine sur route
  - 2e du Tour d'Albanie
- 2025
  -  Champion de Bosnie-Herzégovine sur route
  -  Champion de Bosnie-Herzégovine du contre-la-montre

### Classements mondiaux
| Année                                 | 2007 | 2008 | 2009 | 2010 | 2011 | 2012 | 2013 | 2014 | 2015 | 2016 | 2017  | 2018 | 2019  | 2020 | 2021 | 2022 | 2023  | 2024 |
| ------------------------------------- | ---- | ---- | ---- | ---- | ---- | ---- | ---- | ---- | ---- | ---- | ----- | ---- | ----- | ---- | ---- | ---- | ----- | ---- |
| Classement mondial                    |      |      |      |      |      |      |      |      |      | nc   | 1581e | nc   | 1138e | nc   | 578e | nc   | 1622e | 778e |
| UCI Europe Tour                       | 819e | nc   | nc   | nc   | nc   | nc   | nc   | nc   | 728e | nc   | 1007e | nc   | 803e  | nc   | 465e | nc   | nc    | nc   |
|                                       |      |      |      |      |      |      |      |      |      |      |       |      |       |      |      |      |       |      |
| Légende : nc = non classéSource : UCI |      |      |      |      |      |      |      |      |      |      |       |      |       |      |      |      |       |      |

## Palmarès en VTT

### Championnats nationaux
- 2012
  - 2e du championnat de Bosnie-Herzégovine de cross-country
- 2020
  -  Champion de Bosnie-Herzégovine de cross-country
  -  Champion de Bosnie-Herzégovine de cross-country marathon
  -  Champion de Bosnie-Herzégovine de cross-country eliminator
- 2021
  -  Champion de Bosnie-Herzégovine de cross-country
  -  Champion de Bosnie-Herzégovine de cross-country marathon
- 2022
  -  Champion de Bosnie-Herzégovine de cross-country
- 2025
  - 2e du championnat de Bosnie-Herzégovine de cross-country marathon